# Dura (Hebron)
Dura, Durrah o Durreh (àrab: دورا, Dūrā) és una ciutat palestina de la governació d'Hebron, a Cisjordània, situada 11 quilòmetres al sud-oest d'Hebron. Segons l'Oficina Central Palestina d'Estadístiques tenia 37.331 habitants el 2016. Actualment es troba sota un règim de ocupació militar israeliana condemnat en repetides ocasions per Nacions Unides. L'actual alcalde és Sameer Al-Namoura.

## Etimologia
Segons les dades oficials del municipi, el nom Dura deriva d'una paraula cananea que significa «casa» i no de la paraula àrab per a «blat de moro.» El seu antic nom cananeu és Adoraim.

## Història
Hi ha qui creu que Noé, el desè patriarca abans del Diluvi Universal segons la Bíblia hebrea, està enterrat a Dura. Segons la Bíblia; 2 Cron. 11.9., Roboam, rei del Judà, va fortificar la ciutat durant el seu regne. El primer llibre dels Macabeus esmenta la ciutat amb el nom d' Adora (1 Mac. 13.20)
Dura és una ciutat amb molta antiguitat, com testifiquen les antigues cisternes i els fragments de mosaics trobats en ella. És una de les ciutats proposades com a possible centre administratiu del districte d'Idumea Oriental establert pel cònsol romà Aule Gabini al segle I a. de C. Els seus habitants, dels quals s'ha dit que pertanyien a la nissaga d'Esaú (idumeus), van ser obligats a convertir-se al judaisme durant el regnat de Joan Hircà I a canvi de poder romandre al país
Al-Muqaddasi va escriure al voltant de l'any 985 d. de C. que Dura era famosa per les seves vinyes i per un tipus de pansa anomenada Duri.

### Època Otomana
En 1517, els otomans van incorporar el poble de Dura al seu imperi juntament amb la resta de Palestina i, en 1596, apareixia en els registres d'impostos otomans com a part de la nàhiya o subdistricte de Khalil, en el liwà o districte d'al-Quds. Tenia una població de 49 famílies musulmanes i pagava imposats sobre blat, ordi, olives, vinyes o fruiteres, cabres i ruscs.
En 1834, els habitants de Dura van participar en una revolta contra l'egipci Ibrahim Paixà, que va conquistar i va mantenir la regió sota control egipci entre 1831 i 1840. Quan Robinson va visitar Dura en 1838, la va descriure com un dels pobles més grans de la zona, i el lloc de residència dels xeics de Ibn Omar, que havien governat la zona antigament.
En 1863, l'explorador francès Victor Guérin va visitar Dura, i va deixar constància que «fragments d'antigues columnes, i un bon nombre de pedres tallades preses de velles construccions i usades en la construcció de les cases àrabs mostren l'antiguitat del lloc. En concret, dos barracons han estat construïts d'aquesta manera. Sobre la porta d'un d'ells, un bloc que fa de llinda va estar en el seu moment ornamentado amb motllures que ara estan molt deteriorades. Prop de la ciutat hi ha un famós pou al costat del que es troba un sarcòfag colossal que conté, segons es diu, el cos de Noé.»
En 1877, Horatio Kitchener va fer flagel·lar públicament a uns nens de Dura després d'un incident en el qual s'havien llançat pedres a un membre d'un grup de reconeixement del Fons per a l'Exploració de Palestina.
En 1883, el Fons per a l'Exploració de Palestina va descriure Dura en el seu Survey of Western Palestine com "un poble gran i estimulant en el vessant pla d'un pujol, amb al voltant d'una milla de camp obert cap a l'est. Aquesta plana està conreada amb blat de moro. Al nord de Dura hi ha uns quants oliveres, i altres pocs cap al sud. Les cases són de pedra. Al sud del poble hi ha dos Mukams amb cúpules blanques; i cap a l'oest, a major elevació que Dura, es troba la tomba de Neby Nuh. Prop d'allí hi ha sepulcres excavats en la roca. El lloc té un bon subministrament d'aigua que prové de tres deus en l'est i un en el sud."

### Mandat Britànic de Palestina

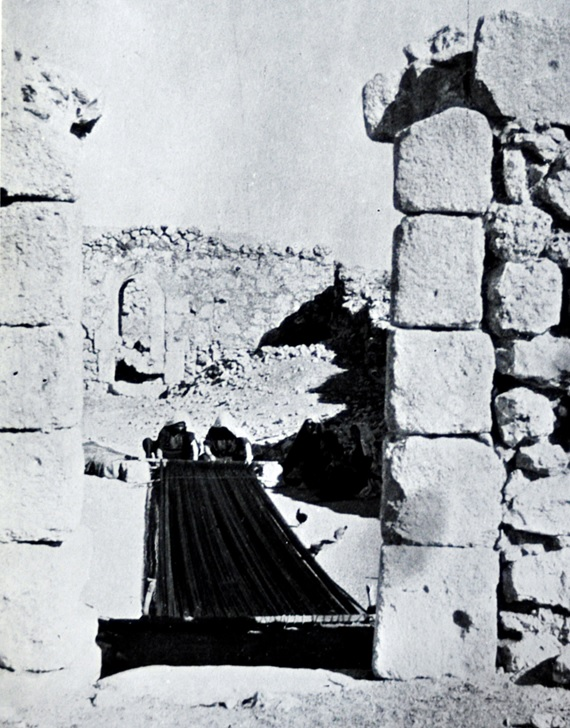
Dones teixint una catifa en un teler de terra en Dura, anys trenta.

En el cens de Palestina de 1922, dut a terme per les autoritats del Mandat Britànic, Dura estava dividida entre Dura al-'Amaira, que tenia 2.565 habitants, i Dura al-Arjan, amb 3.269 habitants. En total, 5.834 habitants, tots ells musulmans. La seva població havia crescut en el cens de 1931, que comentava que "el poble en el subdistricte d'Hebron comunament conegut com a Dura és un conglomerat de localitats veïnes, cadascuna de les quals amb el seu propi nom; i, sent Dura un exemple notable d'aglutinació veïnal, el fenomen no és estrany a altres llogarets". L'informe enumerava un total de 70 ubicacions amb 1.538 cases habitades i una població de 7.255 musulmans.
En el cens de 1945 la població de Dura era de 9.700 àrabs que posseïen 240.704 dúnams (240,704 quilòmetres quadrats) de terra segons una enquesta oficial de terra i població. D'aquestes, 3.917 dúnams era per a plantacions i terra irrigable, 90.637 per a cereals i 226 dúnams eren considerats sòl urbà.

### Ocupació israeliana
Segons la Resolució 181 del Consell de Seguretat de les Nacions Unides, Dura va quedar assignada en 1948 al Estat de Palestina, i després de la guerra araboisraeliana de 1948, i després del armistici de 1949, Dura va quedar sota ocupació jordana. Dura va obtenir la seva municipalitat l'1 de gener de 1967, cinc mesos abans que fos ocupada per Israel durant la Guerra dels Sis Dies. Des d'aquesta guerra en 1967, la ciutat ha romàs sota ocupació militar israeliana. La població en el cens israelià de 1967 era de 4.954 habitants.

Després que l'Autoritat Nacional Palestina reprengués el control civil de la ciutat en 1995, es va establir un comitè local per impedir confiscacions de terra de la ciutat i es va expandir el consell municipal. Molts ministeris i institucions governamentals palestines van obrir oficines a Dura, incrementant el seu paper en la política palestina. El 27 de març de 2001, un nen de Dura anomenat Mahmoud Ismael al-Darwish, d'11 anys, va morir per les ferides en el pit ocasionades després d'un bombardeig israelià. 'Issa Sweity, de 23 anys, moria en un intercanvi de trets amb els soldats israelians el 20 de setembre d'aquest mateix any. El 5 de març de 2002 morien Muhammad 'Abed 'Atawaneh, de 35 anys, i Muhammad 'Abd al-Qader Rajub, de 24 anys, durant una incursió israeliana a la ciutat per buscar sospitosos i demolir algunes cases. Taher 'Abd a-Dad Dudin, de 35 anys i malalt mental, moria per trets israelians el 9 d'abril de 2002 quan es dirigia a comprar tabac. Els soldats israelians també van matar aquest dia 'Aref Sayed Ahmad, de 32 anys, i al seu germà Nayef Sayed Ahmad, de 35 anys, encara que segons B'Tselem no participaven en els disturbis. Un dia després moria a Dura Akram Sedqi al-Atrash, de 28 anys, per foc de l'exèrcit israelià. El 27 de desembre de 2002 morien a Otniel, prop d'Hebron, Ahmad 'Ayed al-Faqih, de 21 anys, i Muhammad Mustafa Hassan Shahin, de 20 anys, tots dos de la localitat de Dura, després d'haver dut a terme un atac en el qual van morir quatre israelians. Muta'b Nabari estava robant cabres el 14 d'octubre de 2003 quan va ser descobert i, en intentar fugir cap a un assentament, crivellat per soldats israelians. Tenia 26 anys. El 14 de febrer de 2005, el noi de 17 anys Sabri Fayez Younis al-Rjoub va ser copejat per soldats israelians abans que li disparessin mortalment en pit, abdomen, pelvis i cama dreta. 

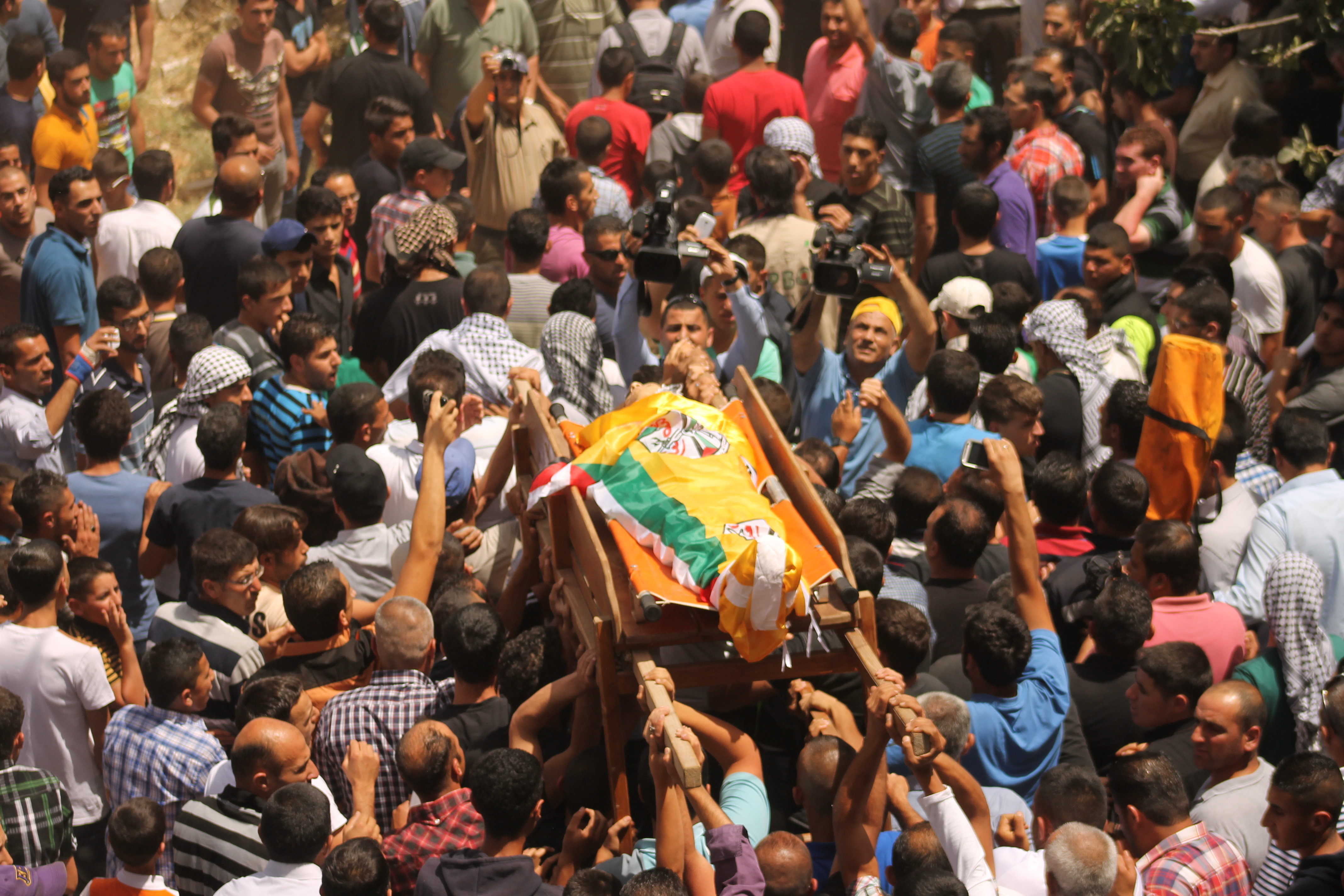
Funeral de Mohammed Dudeen, de 15 anys, assassinat per l'exèrcit israelià a Dura el 20 de juny de 2014.

El 12 de gener de 2013, 'Udai Muhammad Salameh Darawish, de 21 anys, anava a treballar a Israel juntament amb altres companys de Dura. En mancar de permís de treball, va anar en furgoneta fins a una bretxa del Mur de Cisjordània, i en creuar-la es van adonar que hi havia tiradors israelians apostats als voltants. Van començar a córrer cap al cotxe que anava a recollir-los en la part israeliana quan els soldats israelians van disparar, matant 'Udai d'un tret en la part inferior del cos. El seu cas és especial perquè el soldat que el va matar va ser condemnat a 7 mesos de presó per homicidi negligent; segons un informe conjunt de B'Tselem i Yesh Din, dues organitzacions israelianes pels drets humans, pels més de 3.000 palestins morts des de l'any 2000 en situacions que no eren de combat, solament 12 soldats han estat declarats culpables, la majoria per penes menors com a ús il·legal de les seves armes (en sis casos), negligència (tres casos) o abús d'autoritat (un cas).
Mu'taz Idris 'Abd al-Fatah Sharawnah, de 18 anys, va morir d'un tret per l'esquena durant uns altercats amb soldats israelians el 2 de juliol de 2013. El juny de 2014, durant la cerca per trobar a tres nois segrestats, 150 soldats israelians van assaltar el barri de Haninia a Dura en una batuda vespertina per detenir a una persona, trobant-se nens i joves locals llançant-los pedres. Un soldat israelià va matar de un tret en el pit a un adolescent que es trobava entre els que llançaven pedres, Mohammed Dudeen, de 13, 14 o 15 anys.
El 29 de juliol de 2016, en el transcurs d'una incursió a la ciutat de Surif, l'exèrcit israelià va matar a Muhammad Faqih, de 29 anys, natural de Dura.

## Geografia i Clima
La superfície del municipi és de 240.704 dunams (poc més de 240 quilòmetres quadrats), i es troba a 839 metres per sobre del nivell del mar. El clima de Dura és sec a l'estiu i experimenta precipitacions moderades durant l'hivern. La mitjana anual de precipitacions varia segons el lloc en què es mesuri dins de la mateixa ciutat. La zona de Dahr Alhadaba rep una mitjana anual de 400–600 mm de pluja, els pujols meridionals 300–400 mm i la zona nord dels pujols de Dura 250–300 mm.

## Demografia
| 1922  | 1931  | 1945  | 1961  | 1967  | 1982  | 1987   | 1997   | 2005   | 2007   | 2016   |
| ----- | ----- | ----- | ----- | ----- | ----- | ------ | ------ | ------ | ------ | ------ |
| 5.834 | 7.255 | 9.700 | 3.852 | 4.954 | 4.900 | 13.400 | 15.503 | 20.835 | 22.155 | 37.331 |